# Alexandrine Noblet
Pour les articles homonymes, voir Noblet.
Alexandrine-Louise Noblet, épouse Delamarre, née le 2 avril 1810 à Paris et morte le 9 juillet 1876 à Neuilly-sur-Seine, est une actrice française, sociétaire de la Comédie-Française.

## Biographie
Alexandrine Louise Noblet naît le 2 avril 1810 dans une famille d'artisans domiciliée rue Fontaine, dans l'ancien 6ème arrondissement de Paris. Elle est la fille de Pierre Marie Noblet, bandagiste, et de son épouse, Élisabeth Madeleine Antoinette Aumer, ainsi que la sœur des ballerines Lise Noblet et Félicité Noblet, dite Madame Alexis.
Après une formation au Conservatoire, Alexandrine Noblet commence sa carrière théâtrale à la Comédie-Française en 1827, dans La Femme jalouse et Le Jeu de l'amour et du hasard de Marivaux. N'ayant pas réussi à être admise au Théâtre-Français, elle est engagée au théâtre de l'Odéon en 1829 où elle enchaîne les succès. Après un passage à la Porte-Saint-Martin, où elle se fait remarquer par son incarnation de Jeanne dans Richard d'Arlington, Alexandrine Noblet revient à la Comédie-Française en mai 1833. Elle se spécialise dès lors dans les rôles de jeunes amoureuses et d'ingénues. Elle est nommée 257ème sociétaire de la Comédie-Française le 1er avril 1837.
Alexandrine Noblet épouse un négociant, Lucien Delamarre, le 15 décembre 1842, avant de se retirer du monde du théâtre en 1855.
Elle est enterrée au cimetière du Père-Lachaise (6e division, tombe disparue).

## Théâtre

### Carrière à la Comédie-Française
Entrée en 1829
Nommée 257e sociétaire en 1837
Départ en 1855
(source : Base documentaire La Grange sur le site de la Comédie-Française)
- 1833 : Le Marquis de Rieux de Jean-Baptiste-Rose-Bonaventure Violet d'Épagny et Henri Dupin : Diane
- 1833 : Iphigénie de Jean Racine : Iphigénie
- 1833 : Bertrand et Raton ou l'Art de conspirer d'Eugène Scribe : Christine
- 1834 : Une liaison d'Adolphe Simonis Empis et Édouard-Joseph-Ennemond Mazères : Marie
- 1834 : Iphigénie de Jean Racine : Eriphile
- 1834 : La Mère et la fille d'Adolphe Simonis Empis et Édouard-Joseph-Ennemond Mazères : Fanny
- 1834 : Un dévouement de Hippolyte-Nicolas-Just Auger : Émilie
- 1834 : Lord Byron à Venise de Jacques-François Ancelot : la comtesse
- 1835 : Richelieu ou la Journée des dupes de Népomucène Lemercier : Mme du Nangis
- 1835 : Un mariage raisonnable de Virginie Ancelot : Emma
- 1836 : Un procès criminel de Joseph-Bernard Rosier : Diane
- 1836 : Le Boudoir de Louis Lurine et Félix Solar : le chevalier
- 1836 : Léonie d'Étienne-Joseph-Bernard Delrieu : Léonie
- 1836 : Nicomède de Pierre Corneille : Laodice
- 1837 : Britannicus de Jean Racine : Junie
- 1837 : Tartuffe de Molière : Mariane
- 1837 : La Vieillesse d'un grand roi de Joseph-Philippe-Simon Lockroy et Auguste Arnould : Mme de Caylus
- 1837 : Charles VII chez ses grands vassaux d'Alexandre Dumas : Bérengère
- 1837 : Julie ou une séparation d'Adolphe Simonis Empis : Isaure
- 1837 : Le Chef- d'œuvre inconnu de Charles Lafont : Léonor
- 1837 : Claire ou la Préférence d'une mère de Joseph-Bernard Rosier : Euphrosine
- 1837 : Caligula d'Alexandre Dumas : Messaline
- 1838 : L'Impromptu de Versailles de Molière : Mlle Béjart
- 1838 : Louise de Lignerolles de Prosper-Parfait Dinaux et Ernest Legouvé : Cécile
- 1838 : Philippe III, roi de France d'Antoine Andraud : Marie de Brabant
- 1838 : La Mère coupable de Beaumarchais : Florestine
- 1838 : Richard Savage de Charles-Louis-François Desnoyer et Eugène Labat : Nancy
- 1839 : Bajazet de Jean Racine : Atalide
- 1839 : Andromaque de Jean Racine : Andromaque
- 1839 : Le Susceptible d'Amédée Rousseau de Beauplan : Clémence
- 1839 : Le Barbier de Séville de Beaumarchais : Rosine
- 1839 : Le Misanthrope de Molière : Eliante
- 1839 : Phèdre de Jean Racine : Aricie
- 1839 : Laurent de Médicis de Léon Bertrand : Juana
- 1840 : Henri III et sa cour d'Alexandre Dumas : Arthur[8]
- 1840 :  La Maréchale d'Ancre d'Alfred de Vigny : Isabella
- 1840 : Le Mariage de Figaro de Beaumarchais : la comtesse
- 1840 : George Dandin de Molière : Angélique
- 1841 : La Prétendante de Prosper-Parfait Goubaux et Eugène Sue : Williams
- 1842 : Tartuffe de Molière : Elmire
- 1842 : Frédégonde et Brunehaut de Népomucène Lemercier : Brunehaut
- 1846 : Nicomède de Pierre Corneille : Arsinoé
- 1848 : Lucrèce de François Ponsard : la sybille
- 1848 : La Marquise d'Aubray de Charles Lafont : la comtesse
- 1850 : Le Misanthrope de Molière : Arsinoé
- 1850 : Charlotte Corday de François Ponsard : la femme de Marat
- 1850 : Athalie de Jean Racine : Josabet